# Brygida Grzeganek-Więcek
Brygida Grzeganek-Więcek (ur. 8 sierpnia 1936 w Chorzowie) – dr hab. prof. nadzw. specjalność: nauki techniczne, ekonomika i organizacja budownictwa.

## Elementy biograficzne
W 1961 r. ukończyła studia (mgr inż.) na wydziale budownictwa Politechniki Śląskiej. W 1975 r. obroniła doktorat z nauk technicznych (Politechnika Warszawska), w 1985 r. otrzymała stopień doktora habilitowanego w zakresie ekonomiki i organizacji (Politechnika Warszawska). W 1985 r. została docentem w zakresie nauk organizacji i ekonomiki. W 1991 została mianowana na stanowisko prof. nadzwyczajnej (Uniwersytet Opolski, do 1998 r.).

## Praca zawodowa
Jako studentka V roku studiów została asystentką w Katedrze Organizacji Procesów Budowlanych. W roku 1963 rozpoczęła pracę jako inspektor nadzoru budowlanego;  w 1965 została kierownikiem działu przygotowania produkcji; 1968 r. została naczelną inżynier Przedsiębiorstwa Remontowo-Budowlanego w Bytomiu. W 1971 r. została naczelną dyrektor tego przedsiębiorstwa (zarządzała nim przez 7 lat). 1978 r. rozpoczęła pracę jako adiunkt w WSP- Uniwersytet Opolski. Od 2002 r. jest zatrudniona na umowę o pracę w Akademii Wychowania Fizycznego w Katowicach na stanowisku prof. nadzw. w Katedrze Zarządzania. Od 2004 jako kierownik zakładu Zarządzania Strategicznego. Została również członkiem senackiej komisji budżetu i finansów do 2007 r., oraz członek komisji do spraw stopni naukowych do 2009 r. Od roku akademickiego 2009/2010 jest p.o. kierownikiem katedry Zarządzania na Wydziale Zarządzania Sportem i Turystyką.

### Funkcje we władzach Uczelni
W  1985 r. została kierownikiem zakładu Ekonomiki Przedsiębiorstwa oraz członkiem Senatu tej Uczelni (przez dwie kadencje uczestnicząc w wielu komisjach senackich). Od 1991 do 1995 r. była prodziekanem Wydziału Ekonomicznego Uniwersytetu Opolskiego. W latach 1991–1998 pracowała na Uniwersytecie Opolskim. W latach 1992 do 2004 współpracowała z Instytutem fur Sozialwirtschaft und Oekonomische Bildung w Vlotho (Niemcy).

### Droga zawodowa
Była również wykładowcą w powyższym instytucie dla polskich grup przedsiębiorców i pracowników naukowych, którzy współpracowali z sektorem gospodarczym w okresie transformacji. W latach 1997 do 2003 była przewodniczącą dwóch rad nadzorczych w Hucie Silesia w Rybniku oraz w korporacji Polska Wełna w Bielsku-Białej oraz członkiem rady nadzorczej w Przedsiębiorstwie Gospodarki Komunalnej w Bytomiu. Od 1998 do 2006 r. pracowała w Akademii im. J. Długosza w Częstochowie na stanowisku zastępcy dyrektora Instytutu Zarządzania i Marketingu prowadząc działalność naukową i dydaktyczną.
Była promotorką 4 prac doktorskich oraz 3 prac w przygotowaniu, z czego 2 mają otwarte przewody doktorskie w Instytucie ORGMASZ w Warszawie. Jest również recenzentem wielu opracowań naukowych, 2 publikacji zwartych oraz artykułów.

### Charakterystyka publikacji naukowych
Po uzyskaniu stopnia doktor habilitowanej prof. Brygida Grzeganek-Więcek opublikowała ponad 120 artykułów naukowych w czasopismach krajowych i zagranicznych oraz 6 monografii. Wszystkie publikacje ogniskują się wokół problematyki zarządzania przedsiębiorstwami i organizacjami różnego typu, a od 2003 r. powstało wiele publikacji związanych z szeroko pojętym zarządzaniem organizacjami turystycznymi. W dorobku swoich publikacji ma również kilka dotyczących gospodarki finansami.

### Nagrody i odznaczenia
- Nagroda Ministra Nauki i Szkolnictwa Wyższego.
- Srebrny Krzyż Zasługi.
- Order Prezydenta Miasta Bytomia.